# Seilhac
Seilhac är en kommun i departementet Corrèze i regionen Nouvelle-Aquitaine i de centrala delarna av Frankrike. Kommunen ligger  i kantonen Seilhac som tillhör arrondissementet Tulle. År 2022 hade Seilhac 1 814 invånare.

## Befolkningsutveckling
Antalet invånare i kommunen Seilhac
Referens:INSEE